# Oberleiser Berg
Oberleiser Berg är en kulle i Österrike.   Den ligger i distriktet Korneuburg och förbundslandet Niederösterreich, i den nordöstra delen av landet, 40 km norr om huvudstaden Wien. Toppen på Oberleiser Berg är 455 meter över havet, eller 49 meter över den omgivande terrängen. Bredden vid basen är 0,70 km.
Terrängen runt Oberleiser Berg är platt åt sydväst, men åt nordost är den kuperad. Närmaste större samhälle är Mistelbach, 15,0 km öster om Oberleiser Berg. 
Trakten runt Oberleiser Berg består till största delen av jordbruksmark. Runt Oberleiser Berg är det ganska tätbefolkat, med 56 invånare per kvadratkilometer.